# Macrosiphum holodisci
Macrosiphum holodisci är en insektsart som beskrevs av Jensen 2000. Macrosiphum holodisci ingår i släktet Macrosiphum och familjen långrörsbladlöss. Inga underarter finns listade i Catalogue of Life.